# Colibrí cua de fulla
El colibrí cua de fulla (Ocreatus underwoodii) és una espècie d'ocell de la família dels troquílids (Trochilidae) considerat en algunes classificacions l'única espècie del gènere Ocreatus. Altres classificacions han separat el gènere en tres espècies, donant-li a Ocreatus underwoodii (sensu stricto) el nom en anglès de White-booted racket-tail (colibrí cua de fulla botablanc).

## Hàbitat i distribució
Habita selves i boscos de les muntanyes de Colòmbia, oest de Veneçuela i oest de l'Equador.